# Pierre Cassen
Pour les articles homonymes, voir Cassen.
Pierre Cassen, né le 24 janvier 1953, est un militant français d'extrême droite, auteur et fondateur du site  Riposte laïque avec Christine Tasin.

## Biographie
Pierre Cassen naît le 24 janvier 1953 et grandit dans les Yvelines où son père est chauffeur de car et sa mère femme au foyer. Il travaille comme typographe et est délégué syndical CGT. Il se fait débaptiser à 40 ans.
Il co-rédige en 2006, avec Caroline Fourest et Corinne Lepage, la pétition Contre un nouvel obscurantisme qui fait suite au Manifeste des douze.
En 2007, il rencontre sa future femme Christine Tasin avec laquelle il fonde le site Riposte laïque.
Pierre Cassen, originellement de gauche, a milité au PCF puis a été trotskyste, à la LCR. Il est désormais classé à l'extrême droite,.
Bernard-Henri Lévy, dans un article publié en 2010 dans Le Point, le confond avec Bernard Cassen, ancien journaliste du Le Monde diplomatique.
Le site de Pierre Cassen, comme celui de Riposte laïque et de Résistance républicaine, était hébergé en 2023 par la société russe JSC IOT.[pertinence contestée]

## Publications
- “Touche pas au plomb !” : mémoire des derniers typographes de la presse parisienne (avec Isabelle Repiton), Pantin, Le Temps des cerises, coll. « Le Cœur à l'ouvrage », 2008, 184 p. (ISBN 978-2-84109-735-7, présentation en ligne).
- 18 décembre 2010 : Assises internationales sur l'islamisation de nos pays (avec Christine Tasin) (sur la prétendue islamisation de l'occident), éditions Riposte laïque, 2011, 280 p. (ISBN 978-2-9536042-2-1, présentation en ligne).
- La Faute du bobo Jocelyn (avec Christine Tasin) (roman), éditions Riposte laïque, 2011, 203 p. (ISBN 978-2-9536042-3-8).
- Apéro saucisson-pinard : coulisses et enjeux d'un rassemblement qui a secoué la France (avec Fabrice Robert et Christine Tasin, entretiens menés par André Bercoff) (sur l'apéro saucisson-pinard, rassemblement islamophobe interdit en juin 2010), Vevey, Xenia, diff. Les Belles Lettres, 2012, 234 p. (ISBN 978-2-88892-148-6).
- Le Guignol de l'Élysée (ill. Ri7) (sur la présidence de François Hollande), éditions Riposte laïque, 2014, 70 p. (ISBN 978-2-9536042-9-0).
- Et la gauche devint la putain de l'Islam, éditions Riposte laïque, 2018, 322 p. (ISBN 979-10-92938-16-6).
- 2022 Zemmour aura le dernier mot (avec Jacques Guillemain) (sur la campagne d'Éric Zemmour à l'élection présidentielle de 2022), éditions Riposte laïque, 2021, 175 p. (ISBN 979-1092938227).
- Transgression : voyages du camp du « bien » vers le camp du « mal » (avec Bernard Germain) (sur le transfuge des deux auteurs de l'extrême gauche vers l'extrême droite), Paris, Synthèse nationale, coll. « Idées », 2023, 224 p. (ISBN 978-2-36798-099-7).

Préfacier :
- Bernard Germain, Callac, la mère des batailles (sur le projet d'accueil de réfugiés et de migrants à Callac abordé sous l'angle de la thèse conspirationniste et raciste du grand remplacement), Paris, Synthèse nationale, 2022, 186 p. (ISBN 978-2-36798-093-5).